# Sat Sri Akal
Pour les articles homonymes, voir Akal.
Sat Sri Akal (pendjabi : ਸਤਿ ਸ੍ਰੀ ਅਕਾਲ (sat srī akāl)) est une salutation sikhe. Elle se traduit par « Dieu est vérité » ou « La Vérité est éternelle ». 
« Sat » signifie « vérité », « Akal » désigne l'Être en dehors du temps et « Sri » est un terme de politesse.